# Dialekte in Baden

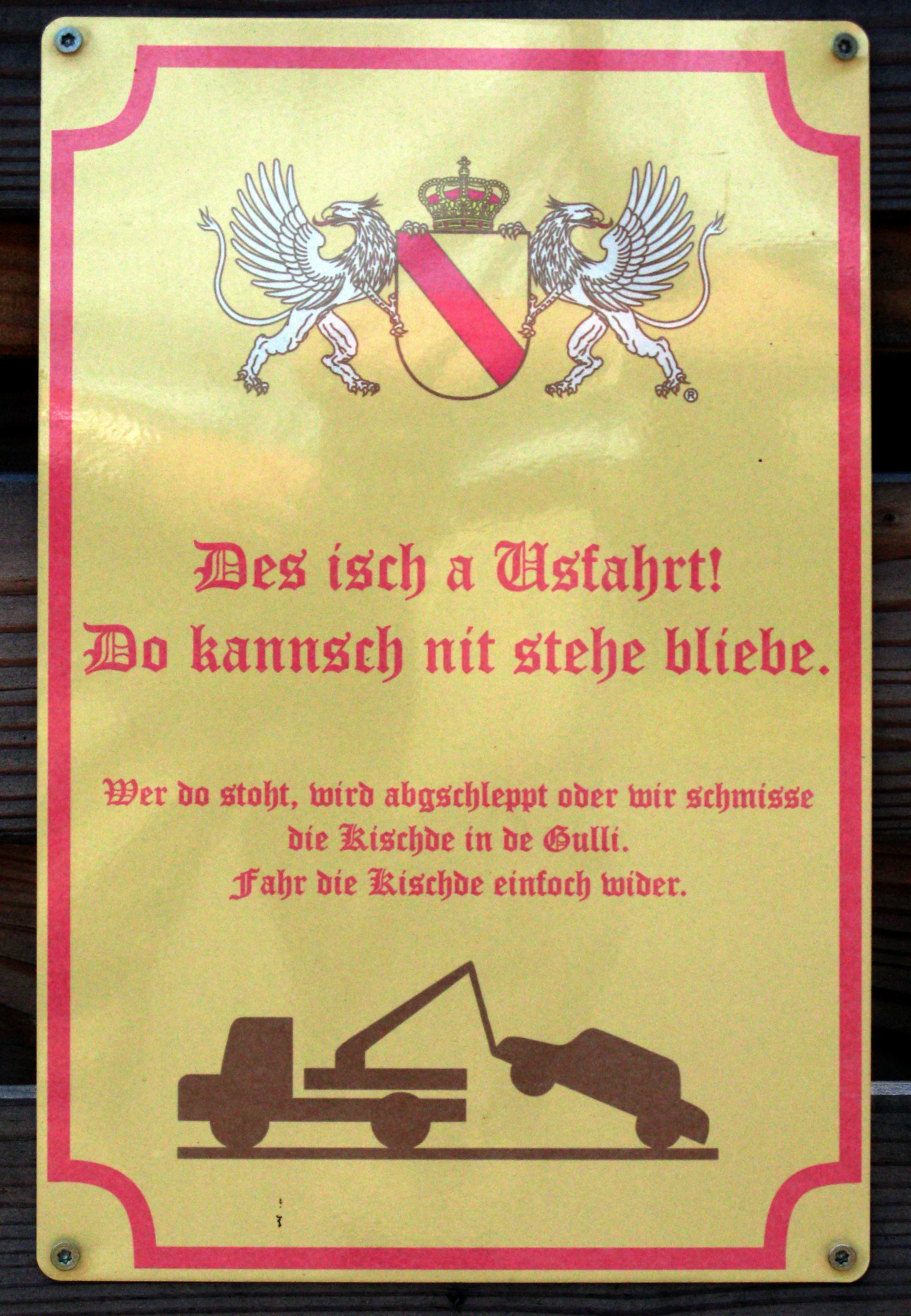
Schild „Ausfahrt freihalten“ auf Alemannisch in Freiburg

Unter dem Begriff badische Dialekte werden die traditionellen im ehemaligen Land Baden verwendeten Dialekte zusammengefasst. Es handelt sich dabei allerdings nicht um eine eigene, dialektologisch in sich kohärente Dialektgruppe, sondern um Dialekte, die verschiedenen Dialektgruppen angehören. Die überdachende Mundartbezeichnung „badisch“ leitet sich vom 1803/06 entstandenen Territorium des Großherzogtums resp. der nachfolgenden Republik Baden ab, das 1945/52 Teil Baden-Württembergs wurde.

## Dialektgruppen
In Baden finden sich die Dialektgruppen Kurpfälzisch, Südfränkisch, Niederalemannisch, Mittelalemannisch, Hochalemannisch, Schwäbisch und Ostfränkisch.
Außer für Kurpfälzisch und Ostfränkisch wird die Bezeichnung Badisch oder Alemannisch für jede dieser Dialektgruppen unterschiedslos gebraucht. Das Hochalemannisch in Baden ist eng verwandt mit den schweizerdeutschen Dialekten in den angrenzenden Schweizer Kantonen. Meistens entspricht der Gebrauch der Bezeichnung der jeweiligen Region, man sagt Alemannisch zu Niederalemannisch im niederalemannischen Gebiet (um Freiburg), zu Südfränkisch im südfränkischen Gebiet (um Karlsruhe). Der Begriff Badisch wird eher für kulturelle Aspekte benutzt.
Die Gegend um Meßkirch und Pfullendorf zählt zum schwäbischen Dialektgebiet, die Region um Pforzheim zu einem Gebiet, in dem sich schwäbische und südfränkische Mundartmerkmale mischen. Auf der Baar und am Bodensee nehmen schwäbische Dialektkennzeichen zu. Das Ostfränkische findet sich im Nordosten, um Tauberbischofsheim.

## Dokumentation, Erforschung
Das noch in Arbeit befindliche Badische Wörterbuch erfasst seit 1914 den Wortschatz der hoch- und niederalemannischen (oberrheinalemannischen) ebenso wie denjenigen der südfränkischen und kurpfälzischen Dialekte in Baden. Daneben gibt es zahlreiche regionale und lokale Wörterbücher, beispielsweise das 2009 publizierte Alemannische Wörterbuch für Baden von Rudolf Post und Scheer-Nahor.
Im Weiteren existiert eine große Zahl von Ortsgrammatiken, die den Lautstand, aber auch das Formensystem und vereinzelt die Satzlehre beschreiben.
Die alemannischen Dialekte Badens werden zudem überwiegend vom Südwestdeutschen Sprachatlas, die süd-, rhein- und ostfränkischen vom Sprachatlas für Nord-Baden-Württemberg dokumentiert.
Der jüngere Sprachwandel wird im Rahmen zweier Projekte untersucht, die an der Universität Freiburg im Breisgau und, im zweiten Fall, auch an der Universität Straßburg angesiedelt sind.